# Afallach
Afallach o Avalloc, è una figura della mitologia gallese. Appare come figura apicale in molte genealogie gallesi, dove viene detto figlio di Beli Mawr. È anche detto il padre della dea Modron.
Nel racconto di Urien e Modron viene indicato da sua figlia come il re di Annwn, il regno mitologico dei morti, quindi potrebbe originariamente essere stato una divinità affine ad altre figure come Arawn o Gwyn.

## Etimologia
Le versioni gallesi della Historia Regum Britanniae  di Goffredo di Monmouth lo associano con la mitica isola di Avalon (Ynys Afallach), ma questa è più probabilmente una fantasiosa etimologia medievale, ed è molto più probabile che il suo nome derivi dalla parola gallese afall, preso a sua volta dal proto-celtico aballo-, (in moderno gallese afal significa mela).